# Prosoparia marginata
Prosoparia marginata är en fjärilsart som beskrevs av William Schaus 1916. Prosoparia marginata ingår i släktet Prosoparia och familjen nattflyn. Inga underarter finns listade i Catalogue of Life.